# Грінок (Пенсільванія)
Грінок (англ. Greenock) — переписна місцевість (CDP) в США, в окрузі Аллегені штату Пенсільванія. Населення — 1989 осіб (2020).

## Географія
Грінок розташований за координатами 40°18′47″ пн. ш. 79°48′15″ зх. д. / 40.31306° пн. ш. 79.80417° зх. д. (40.313177, -79.804178).  За даними Бюро перепису населення США в 2010 році переписна місцевість мала площу 3,02 км², з яких 2,76 км² — суходіл та 0,26 км² — водойми.

## Демографія
Згідно з переписом 2010 року, у переписній місцевості мешкало 2195 осіб у 961 домогосподарстві у складі 623 родин. Густота населення становила 727 осіб/км².  Було 1017 помешкань (337/км²).
Расовий склад населення:
| - 97,9 % — білих - 0,4 % — азіатів - 0,3 % — чорних або афроамериканців |

До двох чи більше рас належало 1,0 %. Частка іспаномовних становила 0,5 % від усіх жителів.
За віковим діапазоном населення розподілялося таким чином: 19,3 % — особи молодші 18 років, 62,0 % — особи у віці 18—64 років, 18,7 % — особи у віці 65 років та старші. Медіана віку мешканця становила 45,0 року. На 100 осіб жіночої статі у переписній місцевості припадало 94,8 чоловіків;  на 100 жінок у віці від 18 років та старших — 89,3 чоловіків також старших 18 років.
Середній дохід на одне домашнє господарство  становив 50 219 доларів США (медіана — 40 938), а середній дохід на одну сім'ю — 58 063 долари (медіана — 51 219). За межею бідності перебувало 17,6 % осіб, у тому числі 41,1 % дітей у віці до 18 років та 6,1 % осіб у віці 65 років та старших.
Цивільне працевлаштоване населення становило 893 особи. Основні галузі зайнятості: науковці, спеціалісти, менеджери — 24,3 %, освіта, охорона здоров'я та соціальна допомога — 20,7 %, роздрібна торгівля — 14,9 %, виробництво — 11,6 %.